# Fritz-Walter-Stadion
Fritz-Walter-Stadion – stadion znajdujący się w Kaiserslautern w Niemczech.

## Historia
Stadion został otwarty w 1920 r. Był wielokrotnie przebudowywany i modernizowany, a w 1985 r. zyskał swoją obecną nazwę, która pochodzi od nazwiska Fritza Waltera, kapitana reprezentacji Niemiec na Mistrzostwach Świata w 1954 r. Należy do klubu 1. FC Kaiserslautern. Przed stadionem stoi pomnik, przedstawiający pięciu piłkarzy klubu, którzy wywalczyli dla Niemiec mistrzostwo świata w 1954 r.

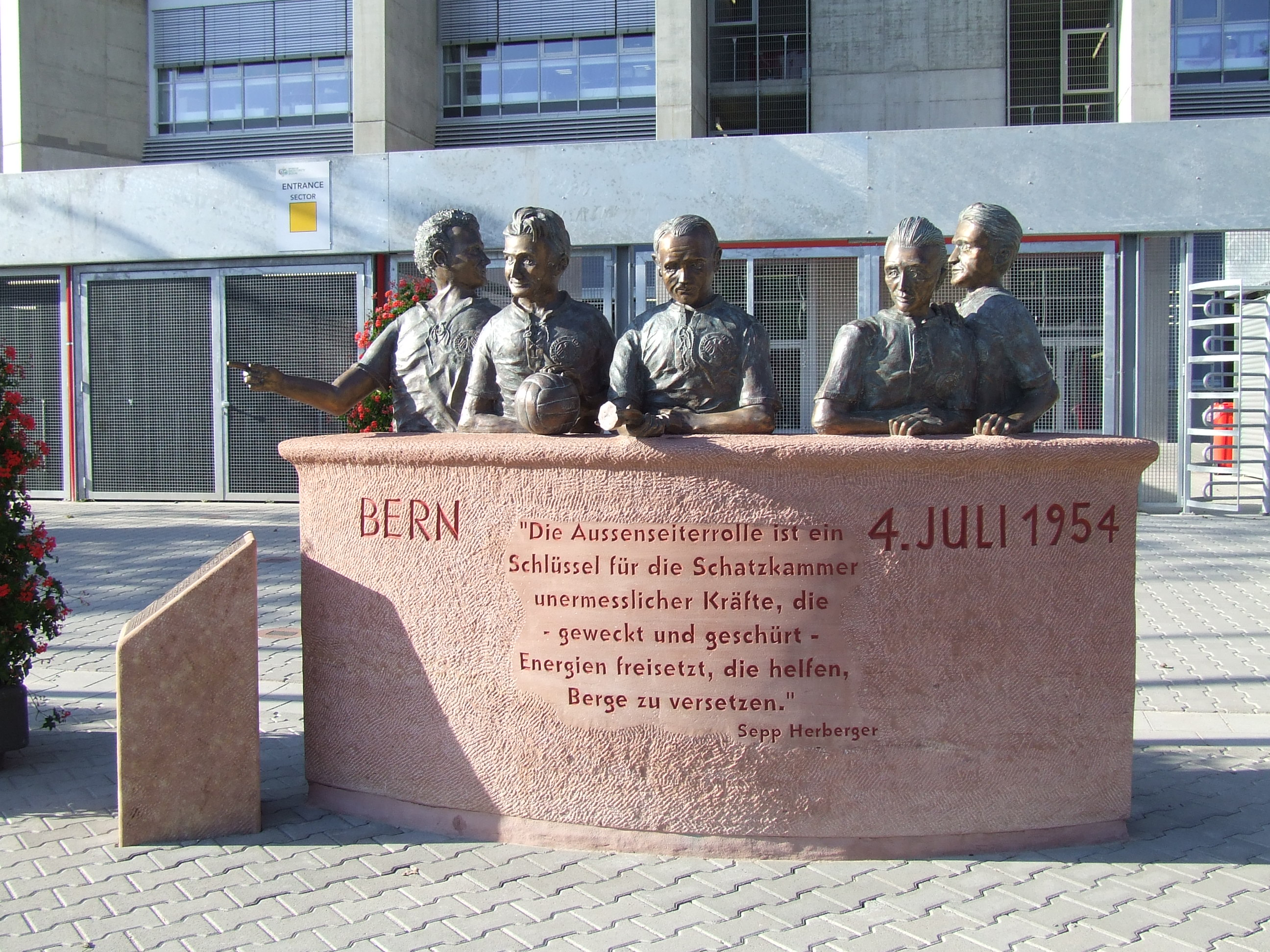
Pomnik pięciu piłkarzy 1. FC Kaiseslautern, mistrzów świata z 1954 r.; od lewej: Werner Liebrich, Fritz Walter, Werner Kohlmeyer, Horst Eckel, Ottmar Walter

## Arena Mistrzostw Świata 2006
Podczas Mistrzostw Świata 2006 pojemność trybun ustalono na 39 820. Podczas MŚ stadion był areną pięciu spotkań:
- Australia 3-1  Japonia
- Włochy 1-1  Stany Zjednoczone
- Paragwaj 2-0  Trynidad i Tobago
- Arabia Saudyjska 0-1  Hiszpania
- Włochy 1-0  Australia